# متیل، اسکاتلند
متیل (به انگلیسی: Methil) یک شهرک در اسکاتلند است که در فایف واقع شده‌است. متیل ۱۱٬۰۰۰ نفر جمعیت دارد.